# Papiermühle (Schauenstein)
Papiermühle  ist ein Gemeindeteil der Stadt Schauenstein im Landkreis Hof (Oberfranken, Bayern). Papiermühle liegt in der Gemarkung Haidengrün.

## Geografie
Die Einöde liegt am Thronbach im Naturschutzgebiet Thronbachtal. Ein Anliegerweg führt nach Haidengrün (0,6 km nördlich).

## Geschichte
Die Mühle wurde um 1700 von Hans Müller als Getreidemühle errichtet. Ab 1725 war sie in Besitz der Familie Möschler, die die Mühle nun auch für die Papierherstellung nutzte.
Papiermühle gehörte zur Realgemeinde Haidengrün. Gegen Ende des 18. Jahrhunderts bestand Papiermühle aus einem Anwesen. Die Hochgerichtsbarkeit hatte das bambergischen Centamt Enchenreuth. Das bambergische Kastenamt Stadtsteinach war Grundherr der Mahl- und Papiermühle.
Von 1797 bis 1810 unterstand Papiermühle dem Justiz- und Kammeramt Naila. Infolge des Ersten Gemeindeedikts wurde Papiermühle dem 1812 gebildeten Steuerdistrikt Döbra und der zugleich entstandenen Ruralgemeinde Haidengrün zugewiesen.
1850 wurde die Papierfabrikation eingestellt. 1865 brannte die Mühle ab. 1875 wurde das Anwesen von Johann Heinrich Krögel ersteigert, der in der Mühle auch eine Bierwirtschaft einrichtete. 1963 wurde das Gasthaus geschlossen. Im Zuge der Gebietsreform in Bayern wurde Papiermühle am 1. Mai 1978 nach Schauenstein eingemeindet.

### Einwohnerentwicklung
| Jahr      | 001819 | 001861 | 001871 | 001885 | 001900 | 001925 | 001950 | 001961 | 001970 | 001987 | 002006 |
| Einwohner | *      | *      | 4      | 7      | 9      | 5      | 3      | 2      | 0      | 0      | 0      |
| Häuser    |        |        |        | 1      | 1      | 1      | 1      | 1      |        | 1      |        |
| Quelle    | [ 7 ]  | [ 10 ] | [ 11 ] | [ 12 ] | [ 13 ] | [ 14 ] | [ 15 ] | [ 16 ] | [ 17 ] | [ 18 ] |        |

## Religion
Papiermühle ist evangelisch-lutherisch geprägt und bis heute nach St. Bartholomäus (Döbra) gepfarrt.